# Hastatus
A hastatus a római hadseregben a háromsoros csatarend és a manipulus-taktika idején a taszítódárdával ellátott első sor katonái voltak. Általában többes számban hastati a nevük. 
A latin hasta szóból származó név, jelentése lándzsa, a korai római legio egysége. A hastatus katonák a manipulus taktika korában a legio 1. csatasorát alkották. Polübiosz korában, az i. e. 2. században vagyon szerint a polgárok második legszegényebb rétegéből, életkor szerint a második legfiatalabb korosztályból sorozták őket. Egy legióban 1200 szolgált 20 centuriába és 10 manipulusba beosztva.
Több alkalommal változott a hadrend, leglényegesebb újítások a gall háborúk korában, a pun háborúk idején, és az érett köztársaságban voltak. Az első Marcus Furius Camillus nevéhez fűződik, a másodikról Polübiosz számolt be, a harmadik pedig Caius Marius hadseregreformja volt.
A római harcmodor további változása a cohorsok kialakításával járt, ekkor minden cohorsba 1 manipulus hastatus tartozott, a légióban összesen 15 manipulus hastatus volt.
Fegyverzetük 1,8 méteres lándzsa, egy bőrpajzs és bronzsisak volt, a katonák anyagi helyzetük szerint szerezhették be egyéb fegyverzetüket. A lándzsások első sora tapasztaltabb katonákból állt.